# NGC 2532
NGC 2532 este o intermediate spiral galaxy⁠(d) situată în constelația Linxul. A fost descoperită în 5 februarie 1788 de către William Herschel. Se află la o distanță de 77,6 de megaparseci de Pământ.